# Connecticut Army National Guard
La Connecticut Army National Guard è una componente della Riserva militare della Connecticut National Guard, inquadrata sotto la National Guard. Il suo quartier generale è situato presso la città di Hartford.

## Organizzazione
Attualmente, al 2024, sono attivi i seguenti reparti :

### Joint Forces Headquarters
- JFHQ, Army Element
- 14th Civil Support Team (WMD)

### 85th Troop Command
- Headquarters & Headquarters Company - Camp Rell
- 1943rd Contingency Contracting Team
- 1st Battalion, 102nd Infantry Regiment (Mountain) - Sotto il controllo operativo della 86th Infantry Brigade Combat Team, Vermont Army National Guard
  -  Headquarters & Headquarters Company - New Haven
  -  Company A - Norwolk
  -  Company B - Middletown
  -  Company C - New Britain
  -  Company D (Weapons) - Middletown
  -  Company H (Forward Support), 186th Brigade Support Battalion - Southington
- Company C (Signal), 572nd Brigade Engineer Battalion
  - Detachment 1, HHC, 572nd Brigade Engineer Battalion
- 192nd Military Police Battalion (Internment/Resettlement)
  - Headquarters & Headquarters Detachment - Camp Rell
  -  143rd Military Police Company (Combat Support) - West Hartford
  -  643rd Military Police Company (Internment/Resettlement) - Westbrook
  - 928th Military Police Detachment (Military Working Dog Kennelmaster Team) - Newtown

### 143rd Regional Support Group
- Headquarters & Headquarters Company - Middletown
- Aviation Support Facility #1 - Windsor Locks
- 1st Battalion, 169th Aviation Regiment (General Support) - Sotto il controllo operativo della 185th Theater Aviation Brigade, Mississippi Army National Guard
  -  Headquarters & Headquarters Company (-) - Windsor Locks
  - Company A (CAC) - New Hampshire Army National Guard
  - Company B (-) (Heavy Lift) - Alabama Army National Guard
  - Company C (-) (MEDEVAC) - Maryland Army National Guard
  -  Company D (-) (AVUM)
  -  Company E (-) (Forward Support)
  - Company F (ATS) - Louisiana Army National Guard
- Company C (-), 3rd Battalion, 142nd Aviation Regiment (Assault Helicopter) - Equipaggiato con 5 UH-60L 
  - Detachment 1, HHC, 3rd Battalion, 142nd Aviation Regiment (Assault Helicopter)
  - Detachment 1, Company D, 3rd Battalion, 142nd Aviation Regiment (Assault Helicopter)
  - Detachment 1, Company E, 3rd Battalion, 142nd Aviation Regiment (Assault Helicopter)
- Detachment 1, Company B, 2nd Battalion, 104th Aviation Regiment (General Support) - Equipaggiato con 6 CH-47F 
  - Detachment 2, HHC, 2nd Battalion, 104th Aviation Regiment (General Support)
  - Detachment 2, Company D, 2nd Battalion, 104th Aviation Regiment (General Support)
  - Detachment 2, Company E, 2nd Battalion, 104th Aviation Regiment (General Support)
- Detachment 2, Company C (MEDEVAC), 3rd Battalion, 126th Aviation Regiment (General Support) - Equipaggiato con 3 HH-60M 
  - Detachment 4, Company D, 3rd Battalion, 126th Aviation Regiment (General Support)
  - Detachment 4, Company E, 3rd Battalion, 126th Aviation Regiment (General Support)
- Detachment 2, Company B, 2nd Battalion, 641st Aviation Regiment (Theater) - Equipaggiato con 1 C-12T
- Detachment 6, Operational Support Airlift Command
- 118th Medical Battalion (Multi-Functional)
  - Headquarters & Headquarters Detachment - Middletown
  -  141st Medical Company (Ground Ambulance) - Middletown
  -  142nd Area Support Medical Company - Danbury
- 143rd Combat Sustainment Support Battalion
  -  Headquarters & Headquarters Company - Waterbury
  -  1048th Transportation Company (Medium Truck, Cargo)
  - 906th Quartermaster Platoon
  - 102nd Army Band - Rockville
  - 130th Public Affairs Detachment
- 192nd Engineer Battalion
  -  Headquarters & Headquarters Company - Stratford
  -  Forward Support Company
  - 246th Engineer Detachment (Fire-Fighting) - East Lyme
  - 247th Engineer Detachment (Well Drilling) - Norwich
  -  248th Engineer Company (Support) - Norwich
  -  250th Engineer Company (Multirole Bridge) - New London
  - 256th Engineer Detachment (Fire-Fighting) - East Lyme
  - 242nd Engineer Detachment (Construction Management)

### 1109th Theater Aviation Sustainment Maintenance Group[2]
- Headquarters & Headquarters Detachment - Groton
- Company A (Aviation Support) - Equipaggiata con UH-60A
- Company B (Ground Support) - Hawaii Army National Guard

### 169th Regiment, Regional Training Institute
- Headquarters and Headquarters Detachment (HHD)
- 1st Battalion Officer Candidate School (OCS)
- 2nd Battalion (Modular Training)
- 3rd Battalion (Military Police Training)
- 4th Battalion Warrant Officer Candidate School (WOCS)